# Viktor Krivolapov
Viktor Aleksandrovič Krivolapov (rusko Виктор Александрович Криволапов), ruski hokejist, * 4. marec 1951, Moskva, Rusija.
Krivolapov je v sovjetski ligi branil za klube Spartak Moskva, Ižstal Iževsk in SKA Leningrad, skupno na 173-ih prvenstvenih tekmah. Za sovjetsko reprezentanco je nastopil na enem svetovnem prvenstvu, na katerem je osvojil zlato medaljo, skupno pa je za reprezentanco branil na šestih tekmah.

## Pregled kariere
Odebeljeno - reprezentančni nastopi, glej tudi Statistika pri hokeju na ledu.
| Moštvo          | Liga                 | Sezona |    | Redni del | Redni del | Redni del | Redni del | Redni del | Redni del | Redni del | Redni del |    | Končnica | Končnica | Končnica | Končnica | Končnica | Končnica | Končnica | Končnica |
| --------------- | -------------------- | ------ | -- | --------- | --------- | --------- | --------- | --------- | --------- | --------- | --------- | -- | -------- | -------- | -------- | -------- | -------- | -------- | -------- | -------- |
| Moštvo          | Liga                 | Sezona | OT | PG        | G         | P         | T         | KM        | GT        | OD        | OT        | PG | G        | P        | T        | KM       | GT       | OD       |          |          |
| Sovjetska zveza | Svetovno prvenstvo A | 75     |    | 3         | 10        | 0         | 0         | 0         | 0         |           |           |    |          |          |          |          |          |          |          |          |
| Spartak Moskva  | Sovjetska liga       | 78/79  |    | 2         |           |           |           |           |           |           |           |    |          |          |          |          |          |          |          |          |
| Ižstal Iževsk   | Sovjetska liga       | 79/80  |    | 5         |           |           |           |           |           |           |           |    |          |          |          |          |          |          |          |          |
| SKA Leningrad   | Sovjetska liga       | 79/80  |    | 5         |           |           |           |           |           |           |           |    |          |          |          |          |          |          |          |          |